# Jay Mortenson
Jay Paul Mortenson (* 26. September 1966) ist ein ehemaliger Schwimmer aus den Vereinigten Staaten, der eine olympische Goldmedaille erschwamm.

## Karriere
Jay Mortenson war Student der Stanford University. Mit der Staffel seiner Universität gewann er die College-Meisterschaft der Vereinigten Staaten im Jahr 1987. 1988 war er Collegemeister über 100 Meter Schmetterling und über 100 Meter Rücken, 1989 wiederholte er den Sieg über 100 Meter Schmetterling. Bei der Universiade 1987 siegte er mit der 4-mal-100-Meter-Lagenstaffel und wurde Dritter über 100 Meter Rücken.
1988 bei den Olympischen Spielen in Seoul wurde Mortenson Sechster über 100 Meter Schmetterling, war damit aber hinter dem zweitplatzierten Matt Biondi nur zweitbester Schwimmer seines Landes. Über 100 Meter Rücken belegte Mortenson den elften Platz, auch hier wurde mit David Berkoff ein Landsmann Olympiazweiter. Die Lagenstaffel mit David Berkoff, Richard Schroeder, Jay Mortenson und Tom Jager kam mit der schnellsten Zeit ins Finale. Im Endlauf schwammen David Berkoff, Richard Schroeder, Matt Biondi und Christopher Jacobs in 3:36,93 neuen Weltrekord und siegten vor den Kanadiern und der Staffel aus der Sowjetunion. Mortenson und Jager erhielten für ihren Vorlaufeinsatz ebenfalls eine Goldmedaille.
Mortenson wurde später Investmentbanker.